# Edgar M. Böhlke
Edgar Manfred Böhlke, bekannt als Edgar M. Böhlke (* 1940 in Lauban) ist ein deutscher Schauspieler und Hochschulprofessor für darstellende Künste.

## Leben
Geboren in Lauban machte Böhlke 1960 in Gunzenhausen im Simon-Marius-Gymnasium sein Abitur. Danach begann er ein Studium der evangelischen Theologie an der Augustana-Hochschule Neuendettelsau, bevor er 1962 an die Universität Tübingen wechselte, an der er ein Germanistikstudium begann. Sein Studium setzte er mit dem zusätzlichen Fach Theaterwissenschaften sowie einer Schauspielausbildung ab 1964 in München fort und schloss dieses 1967 ab. Im selben Jahr war er Mitbegründer des Action-Theaters in München.
Sein erstes festes Engagement hatte Böhlke von 1967 bis 1972 an den Wuppertaler Bühnen. Anschließend gehörte er sechs Jahre lang dem Ensemble des Schauspiels Frankfurt an. Nach zwei Jahren am Düsseldorfer Schauspielhaus kehrte er 1980 nach Frankfurt zurück, wo er bis 1988 spielte. Ab 1987 war er 18 Jahre lang Professor für Schauspiel an der Hochschule für Musik und Darstellende Kunst Frankfurt am Main.
Er spielte auch immer wieder in kleineren Film- und Fernsehrollen, beispielsweise als Stammgast in einer Bar im Film Cindy liebt mich nicht und hatte Gastverträge unter anderem an der Oper Frankfurt, der Opéra National de Lyon, am Staatstheater Stuttgart oder dem Residenztheater München.
Seit 2006 ist Edgar M. Böhlke festes Ensemblemitglied am Nationaltheater Mannheim, an dem er unter anderem in der Rolle des Faust zu sehen war.

## Filmografie (Auswahl)
- 1968: Engelchen oder Die Jungfrau von Bamberg
- 1980: Geburt der Hexe
- 1983: Die Macht der Gefühle
- 1985: Der Angriff der Gegenwart auf die übrige Zeit
- 1989: Tatort: Katjas Schweigen (TV-Reihe)
- 1990: Der neue Mann (TV)
- 1990: Der Fall des Robert Schumann (TV)
- 1993: Kinderkram (TV)
- 1994: Tatort: Der Rastplatzmörder
- 1994: Tatort: Der schwarze Engel
- 1994: Nacht der Frauen (Mini-Serie in drei Teilen)
- 1993: Adelheid und ihre Mörder – Tod in der Geisterbahn
- 1994–1996: Ärzte (TV-Reihe, sechs Folgen)
- 1995: Schwurgericht (TV-Reihe)
- 1997: Große Freiheit (TV-Serie, sieben Folgen)
- 1997: Polizeiruf 110: Gänseblümchen (TV-Reihe)
- 1997: Tatort: Das Totenspiel
- 1998: Polizeiruf 110: Mordsmäßig Mallorca
- 1999: Bella Block: Geflüsterte Morde
- 1998: Helden und andere Feiglinge
- 2000: Deutschlandspiel (TV)
- 2000: Die Einsamkeit der Krokodile
- 2000: Tatort: Mauer des Schweigens
- 2001: Der Verleger (TV)
- 2001: Tatort: Havarie
- 2001: Tatort: Unschuldig
- 2003: Tatort: Leyla
- 2007: Bloch – Der Kinderfreund
- 2008: Zoogeflüster – Komm mir nicht ins Gehege! (TV)
- 2008: Und Jimmy ging zum Regenbogen (TV)
- 2008: Der russische Geliebte
- 2010: Cindy liebt mich nicht
- 2011: Holger sacht nix (TV)
- 2011: Rindvieh a la Carte (TV)
- 2015: Wer Wind sät – Ein Taunuskrimi

## Hörspiele
- 2006: Ed McBain: Die lästige Witwe – Regie: Ulrich Lampen (Hörspiel – HR)
- 2011: Olivia Rosenthal: Wir sind nicht da, um einfach wieder zu verschwinden – Regie: Daniela Kletzke (Hörspiel – SR)